# Johanna Niemann

Johanna Niemann

Johanna Niemann (* 18. April 1844 in Langfuhr; † 1. April 1917 in Oliva) war eine deutsche Lehrerin und Schriftstellerin.

## Leben
Ihr Vater war Regierungsrat, ihre Mutter war eine geborene Freiin von Nordenflycht. Zu ihren Vorfahren gehörte die schwedische Dichterin Hedvig Charlotta Nordenflycht (1718–1763). Sie hatte sieben Geschwister. Ohne je eine Schule besucht zu haben, hat sie 1869, nach einer Vorbereitung von wenigen Monaten das Lehrerinnenexamen für höhere Mädchenschulen gemacht. Sie war 21 Jahre Lehrerin an einer Danziger Schule. Nach dem Tode ihrer Eltern war sie für die Erziehung und Versorgung ihrer jüngeren Geschwister verantwortlich. 1885, als sie schon 41 Jahre alt war, erschien als erste größere literarische Arbeit der Roman Die Seelen des Aristoteles. Sie war befreundet und wechselte Briefe mit Rainer Maria Rilke, Lou Andreas-Salomé und Frieda von Bülow.

## Werke
- Kleine Studien. Kafemann, Danzig 1877.
- Die Seelen des Aristoteles. Roman. Peterson, Leipzig 1886.
- Die beiden Republiken. Roman. Peterson, Leipzig 1887.
- Die Kehrseite der Medaille. Roman. Goldschmidt, Berlin 1887.
- Henriette. Erzählung von J. Niemann. Costenoble, Jena 1890.
- Rübezahl. Roman. 2 Bände. Reißner, Leipzig 1890.
- Gestern und heute. Roman. Reißner, Leipzig 1892.
- Gustave Randerslandt. Roman. 2 Bände. Reißner, Leipzig 1893.
- Die Geschichte einer Trennung. Roman. 2 Bände. Reißner, Dresden/Leipzig 1894.
- Die Ulrichsquelle. Roman. 2 Bände. Reißner, Dresden/Leipzig 1895.
- O Freiheit! Novellen. 1902.[1]
- Die Nachtigall. Roman. Reißner, Dresden 1904.
- Ajax. Roman. Reißner, Dresden 1905. (Digitalisat)